# خانه‌های بریم شماره ۲۲۱
خانه‌های بریم شماره ۲۲۱ مربوط به دوره پهلوی دوم است و در شهر آبادان، بخش مرکزی، منطقه مسکونی بریم، پلاک ۲۲۱ واقع شده و این اثر در تاریخ ۶ اسفند ۱۳۸۵ با شمارهٔ ثبت ۱۷۴۰۸ به‌عنوان یکی از آثار ملی ایران به ثبت رسیده است.